# Wattentaler Lizum
Koordinaten: 47° 10′ 21″ N, 11° 38′ 16″ O
Die Wattentaler Lizum (im Volksmund auch Wattener Lizum) bezeichnet den östlichen Talschluss des Wattentals, das bei Wattens vom Unterinntal abzweigt. Lizum bedeutet im Tirolischen ‚Almgebiet am Talschluss‘, die Wattentaler Lizum liegt im Gebiet der Gemeinde Wattenberg.

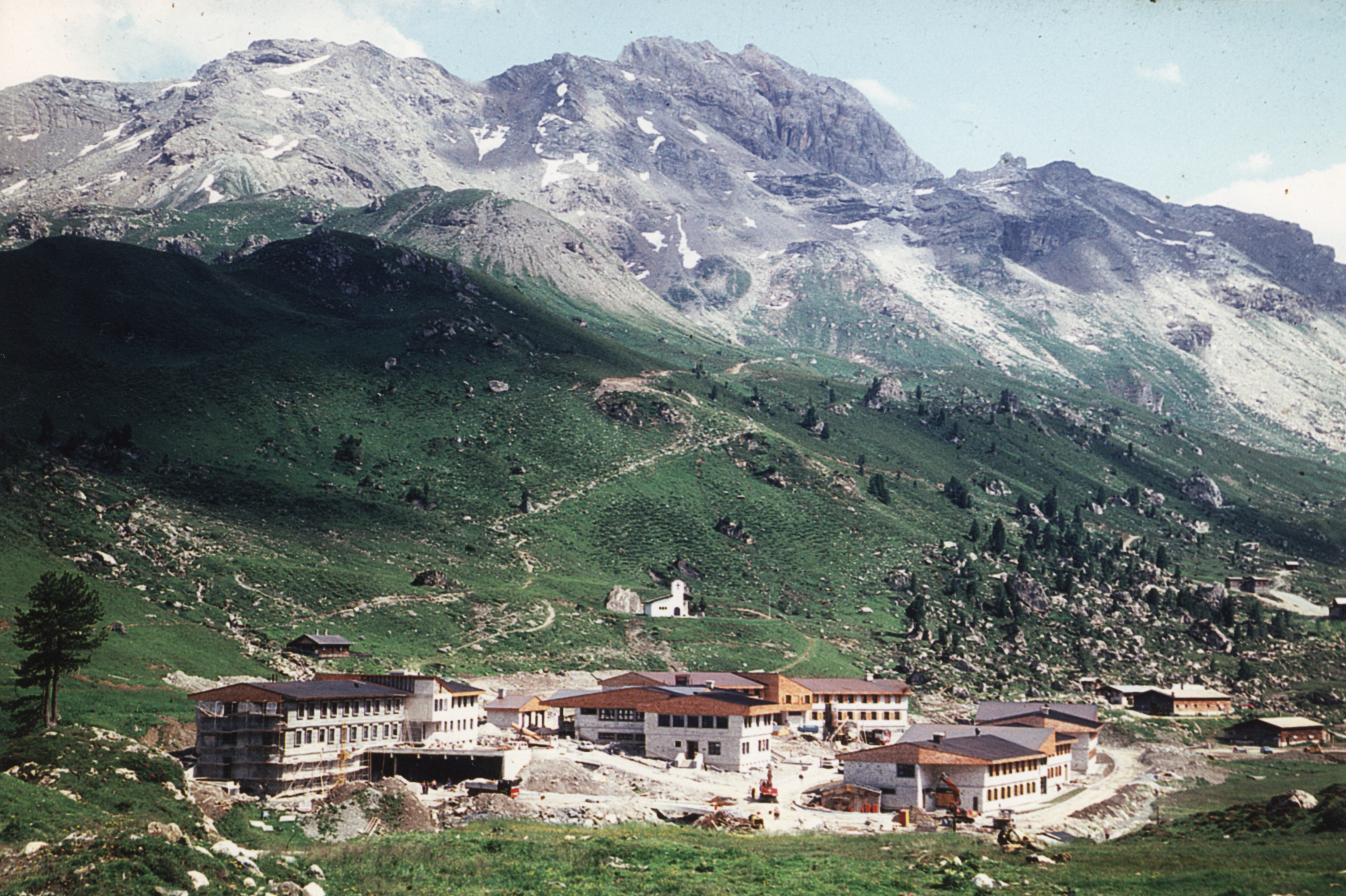
Das Hochlager Lizum während der Neuerrichtung im Jahre 1983

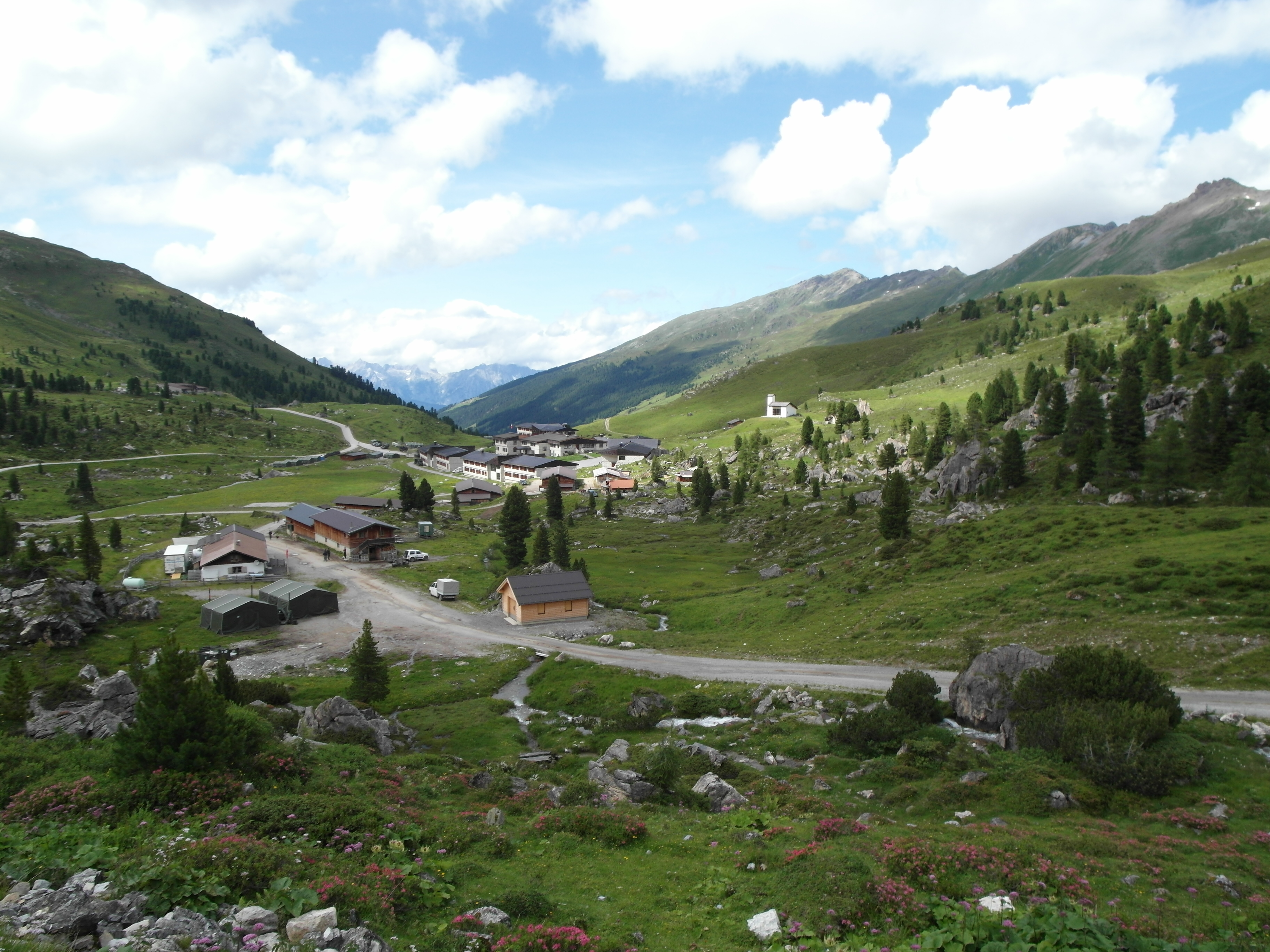
Das Hochlager Lizum im Jahre 2012

## Truppenübungsplatz Lizum-Walchen
Der Truppenübungsplatz Lizum-Walchen ist mit über 50 km² der zweitgrößte Truppenübungsplatz Österreichs nach dem Truppenübungsplatz Allentsteig (ca. 157 km²). Er umfasst das Gebiet der Wattentaler Lizum und des westlich benachbarten Mölstals. Er untersteht dem österreichischen Bundesheer und dient pro Jahr bis zu 40.000 Soldaten zur militärischen Alpinausbildung.
Auf 1410 m Höhe liegt im Truppenübungsplatz das Lager Walchen und vier Kilometer weiter südlich auf 1995 m das Lager Lizum.

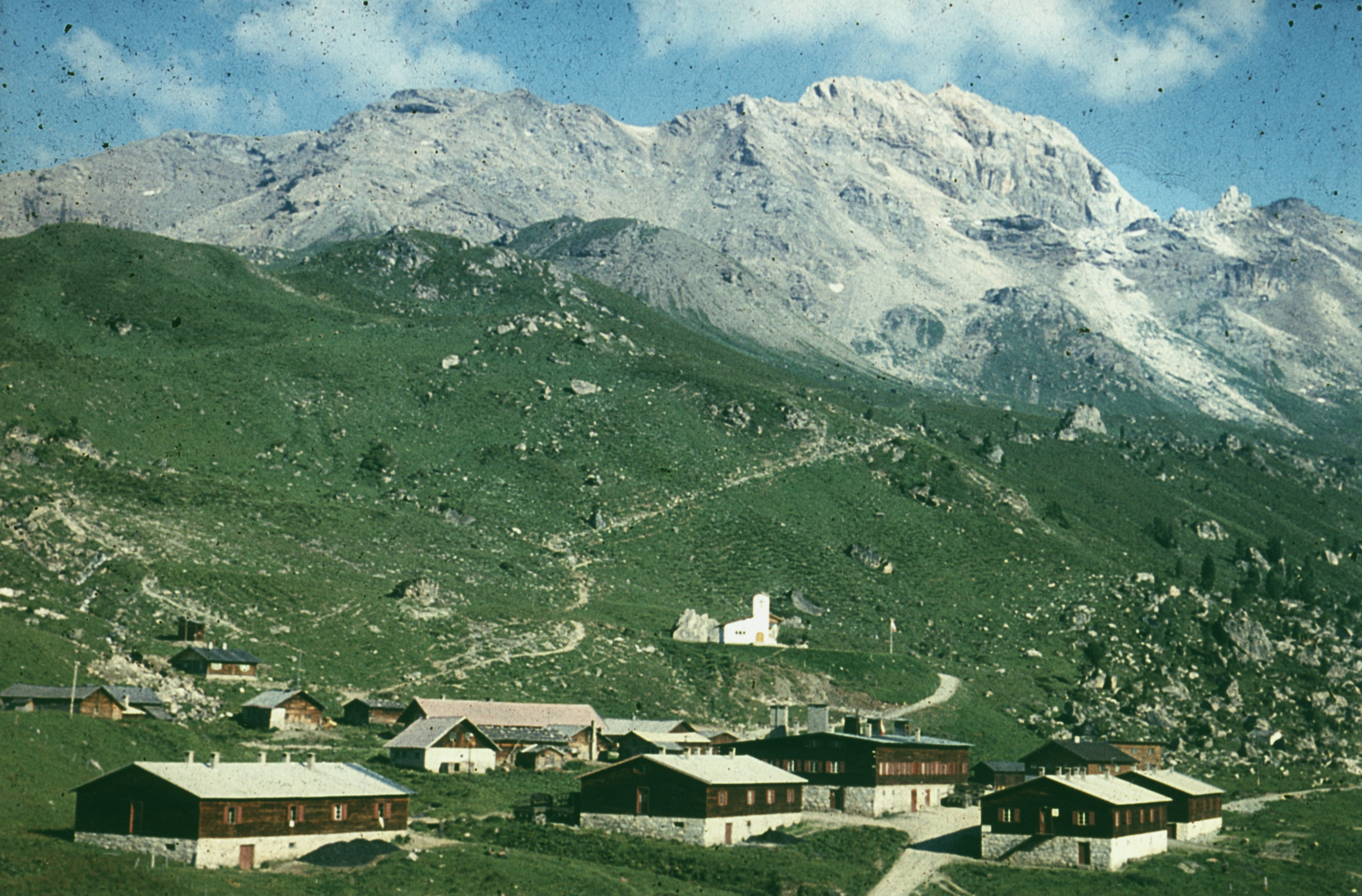
Hochlager Lizum (historisches Photo)

## Erschließung

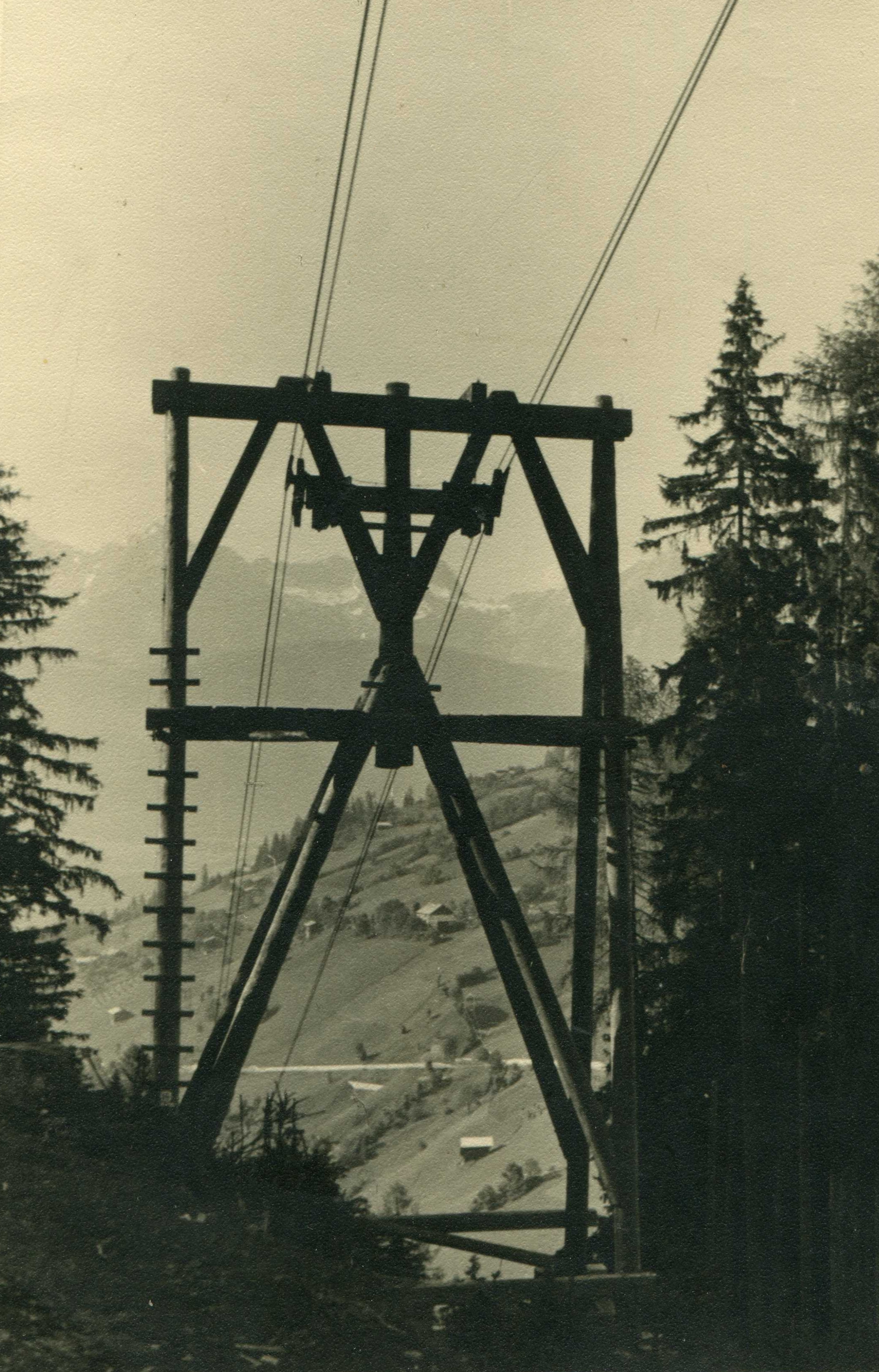
Stütze der Seilbahn um ca. 1940 (Quelle: Ortschronik der Gemeinde Fritzens)

Ab 1938/40 erfolgte die Versorgung des Lagers über eine 10,377 km lange Materialseilbahn die vom Bahnhof Fritzens bis zum Lager Walchen führte. Die Seilbahn wurde in den Jahren 1951/52 nach dem Straßenbau abgebaut.

## Touristische Erschließung

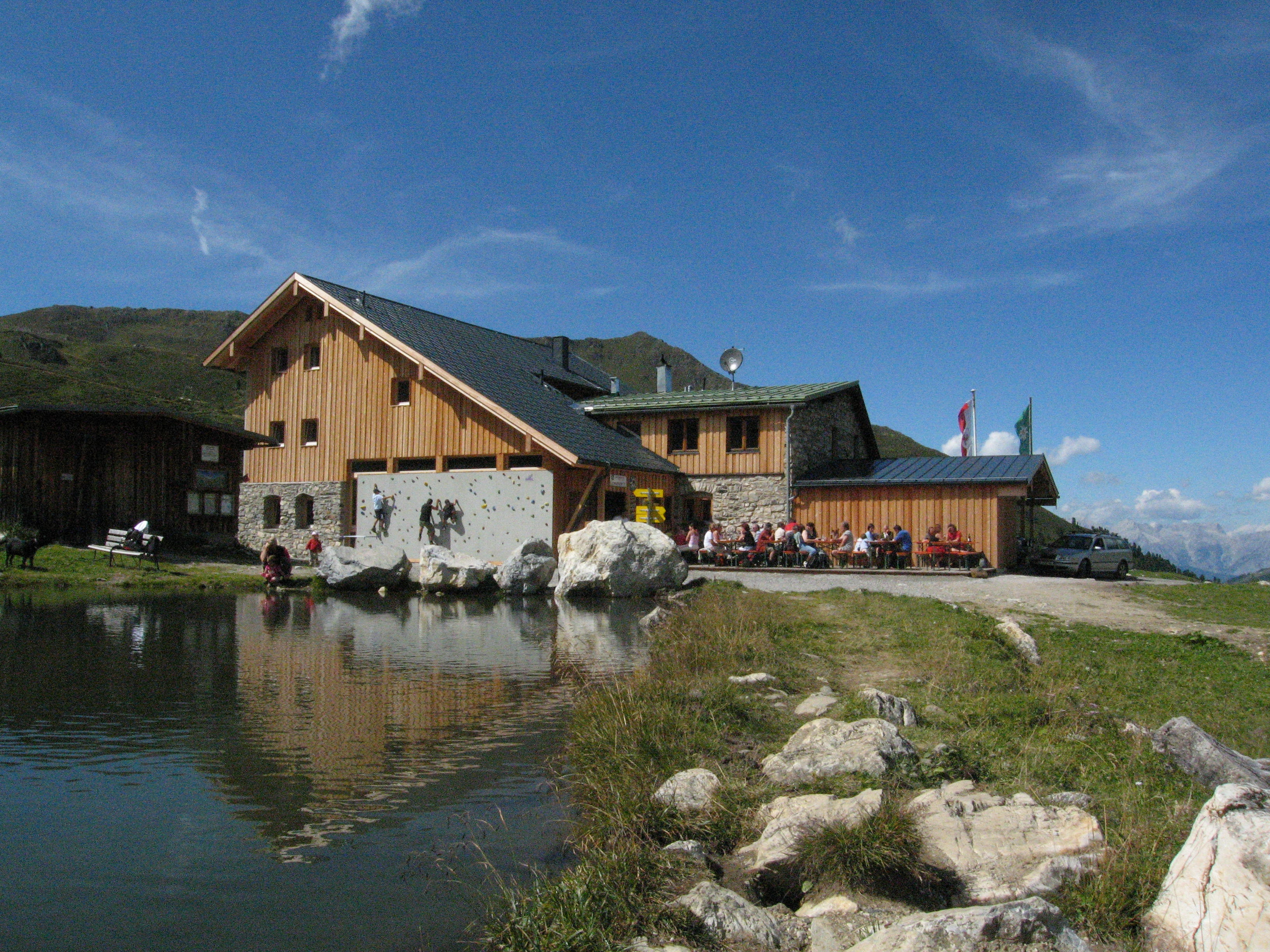
Lizumerhütte (Alpenverein Sektion Hall)

Die Wattentaler Lizum ist Ausgangspunkt für Wanderungen und Skitouren mit relativ sanften, teils aber lawinengefährdeten Hängen im Bergkranz. Das Gebiet eignet sich wegen seiner Vielzahl von Abfahrten (je nach Schneelage) und Gipfeln sowie durch die vorhandene Infrastruktur (zivil und militärisch) ganzjährig hervorragend zur professionellen Alpinausbildung.
Bei militärischen Übungen ist das Gebiet manchmal etwas eingeschränkt begehbar. An Schießtagen muss der Wanderer den Kontrollposten bis 8:30 Uhr bzw. 10:00 Uhr passiert und Sperrgebiete verlassen haben.
In der Lizum im Wattental liegt die 2006/07 vom Haller Alpenverein generalsanierte Lizumer Hütte (2019 m). Die Alpenvereinshütte liegt am Schnittpunkt internationaler Weitwanderrouten: Via Alpina, Adlerweg, Traumpfad München-Venedig, Olympiaweg Garmisch-Innsbruck-Cortina, Zentralalpenweg 02A, Glungezer & Geier-Weg 315. 
Nachbarhütten sind die Glungezerhütte (8 Std.), das Tuxerjochhaus und die Weidener Hütte.

## Gipfelmesse

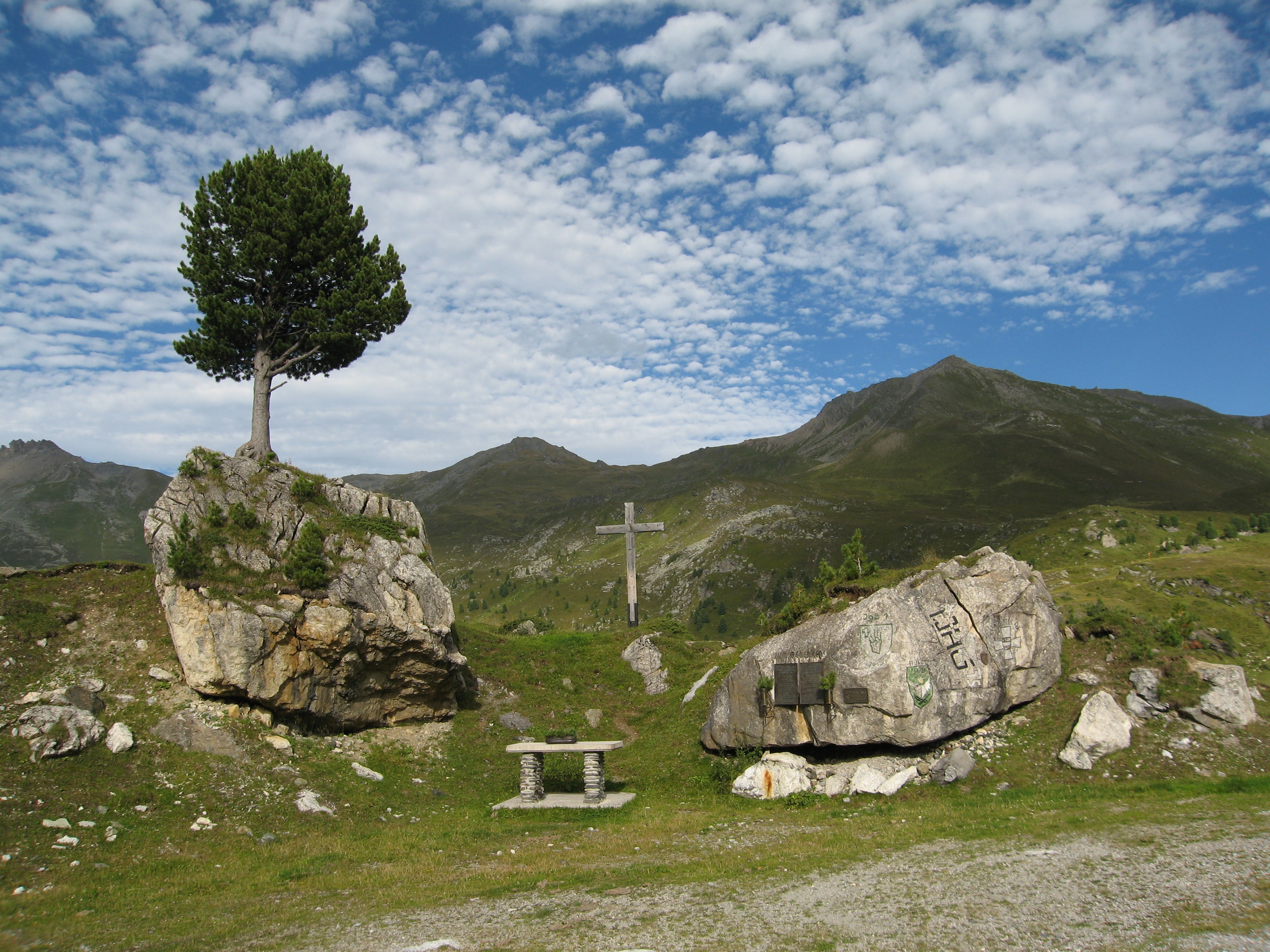
Gedenkstätte in der Lizum

Traditionell findet jeweils am ersten Sonntag nach Maria Himmelfahrt am Mölsberg eine Gipfelmesse statt. Diese wird normalerweise am Gipfelkreuz um 11:30 Uhr gefeiert, bei Schlechtwetter allerdings schon um 11:00 Uhr in der Christkönigskapelle in der Lizum.
An diesem Tag ist der ansonsten für privaten PKW-Verkehr gesperrte Truppenübungsplatz Lizum für PKW mit Tiroler Kennzeichen (auf ausgewiesenen Wegen, nur mehrspurige Fahrzeuge, keine Quads) bis 10:30 Uhr geöffnet.

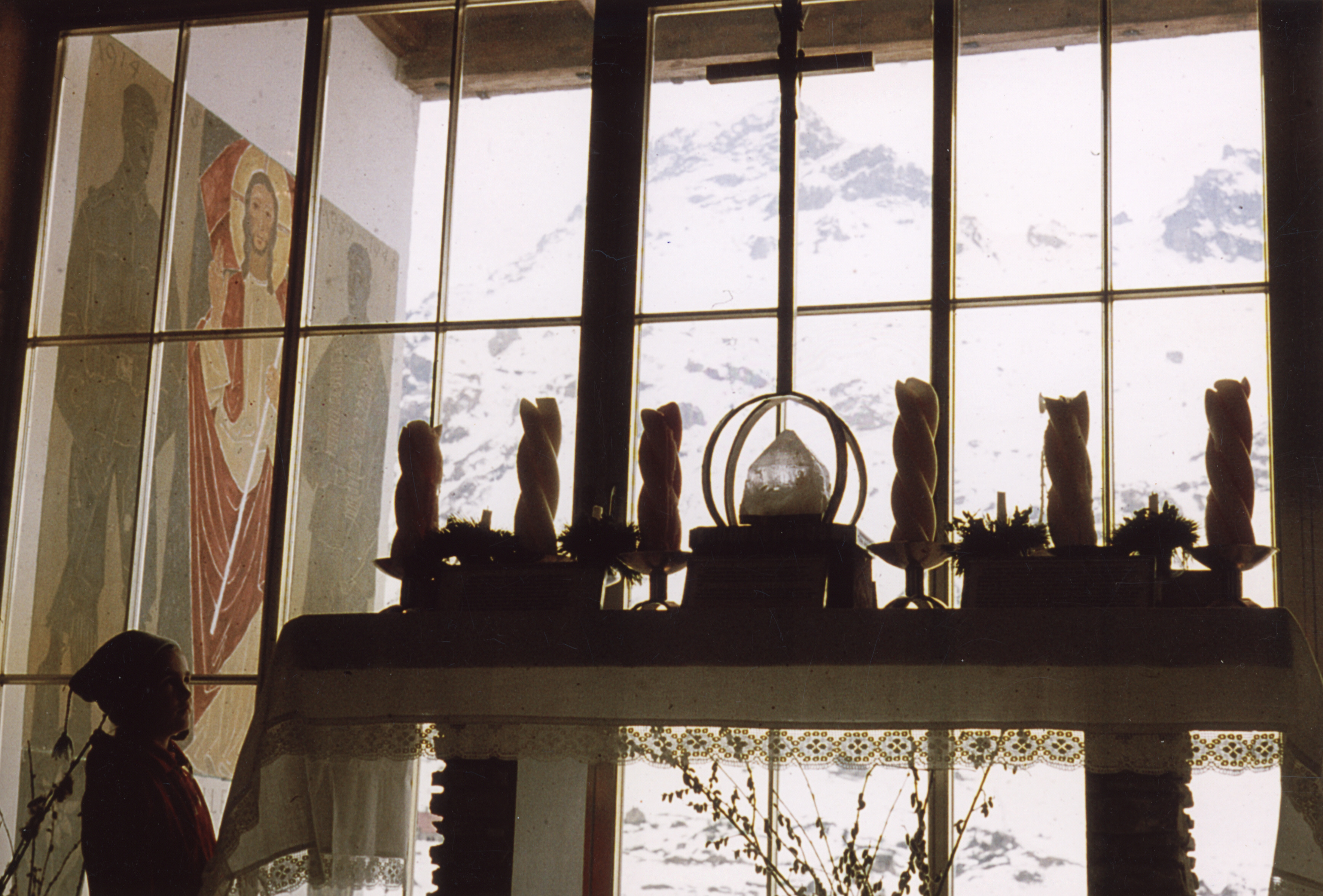
Lizum Christkönigskapelle